# Iveta Voralová
Iveta Voralová (* 7. srpna 1970) je bývalá československá krasobruslařka.
Byla členkou klubu VŠ Praha. Na olympijských hrách v roce 1988 jí bylo 17 let a 201 dní a byla nejmladší z československé výpravy.

## Výsledky
| Soutěž                             | 1987 | 1988 | 1989 |
| ---------------------------------- | ---- | ---- | ---- |
| Zimní olympijské hry               |      | 20   |      |
| Mistrovství světa v krasobruslení  | 15   |      |      |
| Mistrovství Evropy v krasobruslení | 9    | 11   | 20   |
| Mistrovství ČSR v krasobruslení    | 1    | 1    | 1    |